# Polygala sabulosa
Polygala sabulosa är en jungfrulinsväxtart som beskrevs av Alfred William Bennett. Polygala sabulosa ingår i släktet jungfrulinssläktet, och familjen jungfrulinsväxter. Inga underarter finns listade i Catalogue of Life.